# Візуальне програмування

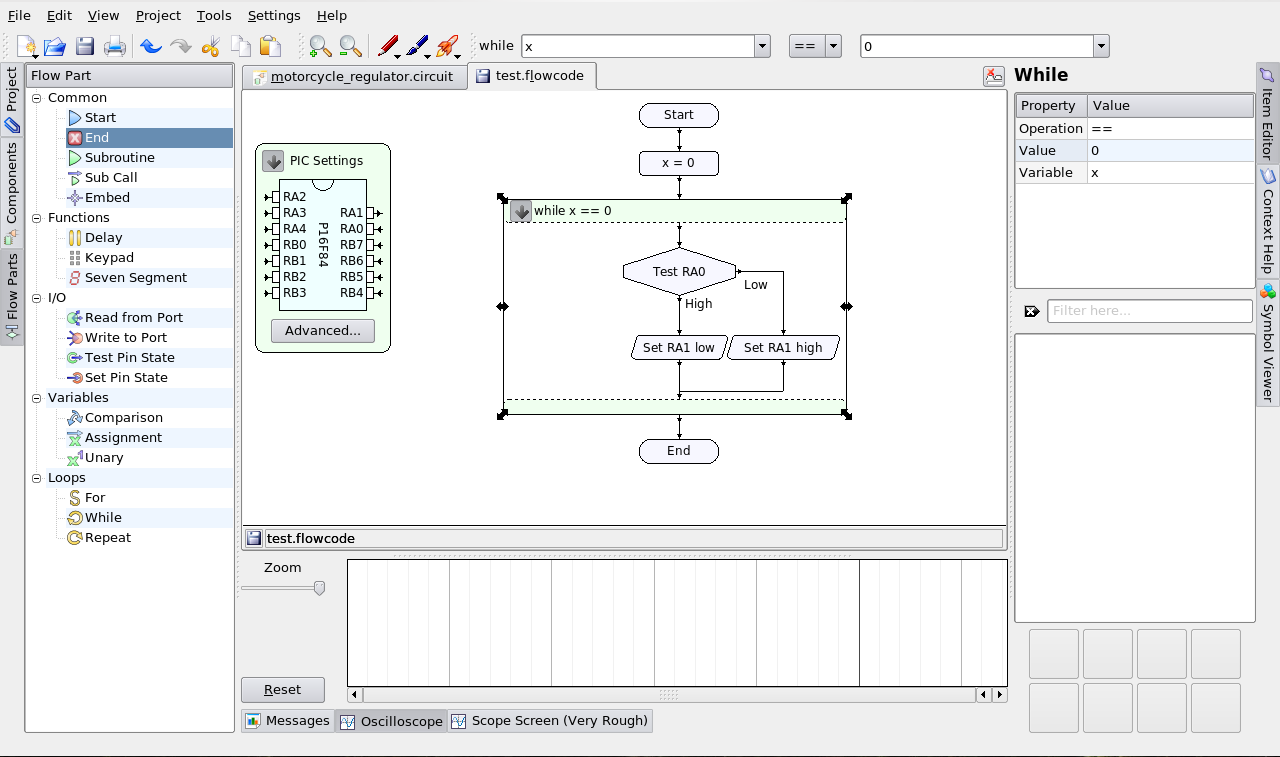
KTechLab

Візуа́льне програмува́ння — спосіб створення програм шляхом маніпулювання графічними об'єктами замість написання програмного коду в текстовому вигляді.
Візуальне програмування дозволяє програмувати, використовуючи графічні або символьні елементи, якими можна маніпулювати інтерактивним чином згідно з деякими правилами, причому просторове розташування графічних об'єктів використовувати як елементи синтаксису програми. Значна частина візуальних мов програмування базується на ідеї «фігур і ліній», де фігури (прямокутники, овали та ін.) розглядаються як суб'єкти і з'єднуються лініями (стрілками, дугами тощо), які являють собою відношення. Приклад: UML
Мови візуального програмування можуть бути додатково класифіковані в залежності від типу і ступеня візуального вираження, на типи[джерело?]:
- Природно-візуальні мови мають невід'ємне візуальне вираження, для якого немає очевидного текстового еквівалента (наприклад, графічна мова G в середовищі LabVIEW).
- Візуально-перетворені мови є невізуальними мовами з накладеним візуальним представленням.

Значна кількість сучасних мов програмування має розвинуті візуальні засоби для розробки графічного інтерфейсу, причому здійснюється програмування розміщених на спеціальних формах об'єктів з настроюванням їх властивостей та поведінки. CodeGear Delphi і C++ Builder, Microsoft Visual Studio та мови, які включає в себе цей засіб (Visual Basic, Visual C#, Visual J# тощо) часто плутають з візуальними мовами програмування. Всі ці мови є текстовими, а не візуальними (графічними). MS Visual Studio та Delphi є візуальними середовищами програмування, але не візуальними мовами програмування.

## Мови візуального програмування
- A-Flow, програмне забезпечення загального призначення, яке не вимагає написання коду
- AgentSheets [Архівовано 13 листопада 2015 у Wayback Machine.], простий у використанні авторський засіб розробки
- Alice [Архівовано 5 грудня 2008 у Wayback Machine.]
- AudioMulch [Архівовано 9 квітня 2011 у Wayback Machine.]
- Macromedia Authorware [Архівовано 29 квітня 2011 у Wayback Machine.]
- Apple Automator
- Aviary Peacock
- Baltie [Архівовано 16 травня 2007 у Wayback Machine.]
- Befunge [Архівовано 16 липня 2011 у Wayback Machine.]
- DRAKON[ru], мова, розроблена для проекту космічного корабля Буран
- EICASLAB [Архівовано 8 лютого 2011 у Wayback Machine.]
- Executable UML [Архівовано 9 квітня 2011 у Wayback Machine.]
- eXpecco [Архівовано 14 лютого 2011 у Wayback Machine.]
- Flowcode
- Flowstone DSP
- [FxEngine Framework]
- JMCAD [Архівовано 28 травня 2011 у Wayback Machine.]
- G, мова, яка використовується в LabVIEW
- Game Maker, легке у використанні середовище для розробки ігор
- Godot (гральний рушій) має візуальний редактор шейдерної мови та візуальну реальізацію своєї скриптової мови GDScript
- Google App Inventor, засіб для створення застосунків Google Android, заснований на OpenBlocks і Kawa [Архівовано 24 квітня 2011 у Wayback Machine.]
- GNU Radio Companion
- Grasshopper 3D [Архівовано 23 вересня 2011 у Wayback Machine.]
- Helix
- HiAsm [Архівовано 5 березня 2011 у Wayback Machine.]
- Illumination Software Creator
- Kodu [Архівовано 26 березня 2011 у Wayback Machine.], програмний засіб для створення ігор з 3D-інтерфейсом, розроблений в Microsoft Research
- Kwikpoint [Архівовано 10 квітня 2011 у Wayback Machine.]
- KTechLab
- LabVIEW
- Ladder logic [Архівовано 26 липня 2010 у Wayback Machine.]
- Lava [Архівовано 18 травня 2011 у Wayback Machine.]
- Lily
- Limnor [Архівовано 24 березня 2011 у Wayback Machine.]
- Mama (програмний засіб) [Архівовано 28 квітня 2010 у Wayback Machine.]
- Marten [Архівовано 14 травня 2011 у Wayback Machine.]
- Max
  - Max/MSP
  - Pure Data
  - jMax
  - nato.0+55+3d
- Microsoft Visual Programming Language [Архівовано 29 квітня 2011 у Wayback Machine.], мова програмування для робототехніки, яка є одним з компонентів Microsoft Robotics Studio
- Mindscript [Архівовано 16 лютого 2012 у Wayback Machine.]
- Morphic
- MST Workshop [Архівовано 30 вересня 2015 у Wayback Machine.]
- Lego Mindstorms NXT [Архівовано 9 січня 2006 у Wayback Machine.], візуальна мова програмування для набору робототехніки Lego Mindstorms
- OpenAlea.Visualea [Архівовано 4 березня 2016 у Wayback Machine.]
- OpenBlocks
- OpenDX
- OpenMusic
- OpenWire
- OutSystems
- Piet
- PointDragon
- Prograph
- Ptolemy
- PWCT
- [PWGL], мова, заснована на Common Lisp, CLOS та OpenGL
- [Pypes]
- Quartz Composer
- Quest3D
- Reaktor
- Red-R
- SCADA [Архівовано 9 грудня 2010 у Wayback Machine.]
- Scala Multimedia
- Scicos [Архівовано 7 лютого 2010 у Wayback Machine.]
- Simulink [Архівовано 4 грудня 2008 у Wayback Machine.]
- Засновані на Squeak
  - Etoys графічно-скриптова мова програмування
  - Scratch, програмний засіб Массачусетського технологічного інституту для дітей 7-12 років
- Autodesk Softimage [Архівовано 5 березня 2011 у Wayback Machine.]
- Stagecast Creator [Архівовано 21 лютого 2015 у Wayback Machine.]
- SourceBinder [Архівовано 11 лютого 2011 у Wayback Machine.]
- Subtext[en]
- SynthMaker [Архівовано 21 квітня 2011 у Wayback Machine.]
- SynthEdit [Архівовано 28 січня 2011 у Wayback Machine.]
- Tarpipe [Архівовано 14 березня 2022 у Wayback Machine.]
- Tersus [Архівовано 4 березня 2018 у Wayback Machine.]
- TestShell [Архівовано 23 листопада 2010 у Wayback Machine.]
- ThingLab [Архівовано 9 липня 2011 у Wayback Machine.]
- ToonTalk [Архівовано 23 квітня 2011 у Wayback Machine.], система програмування для дітей
- Agilent VEE
- VisSim [Архівовано 21 жовтня 2020 у Wayback Machine.]
- Virtools
- VISION/HPC
- WireFusion
- Vsxu